# Eugenia argentea
Eugenia argentea är en myrtenväxtart som beskrevs av Richard Henry Beddome. Eugenia argentea ingår i släktet Eugenia och familjen myrtenväxter. Inga underarter finns listade i Catalogue of Life.